# شیرجه بزرگ
 شیرجه بزرگ فیلمی به کارگردانی و نویسندگی کریم لک‌زاده محصول سال ۱۳۹۸ است. تهیه کنندگی کار بر عهده محمدرضا شفیعی بوده و پگاه آهنگرانی و پدرام شریفی از بازیگران این فیلم می‌باشند.

## خلاصه داستان
«مرد» و «مریم» برای یافتن گمشده‌شان، همراه سه جامانده از یک گروه سیرک وارد سفری پرماجرا در جاده‌ها می‌شوند.